# Contra-compositie XXI
Contra-compositie XXI (Duits: Kontra-Komposition XXI, Engels: Counter-composition XXI, Frans: Contre-composition XXI, Italiaans: Contro-composizione XXI), ook Simultane Contra-compositie genoemd, is een schilderij van de Nederlandse schilder Theo van Doesburg in het Museum of Modern Art in New York.

## Het doek

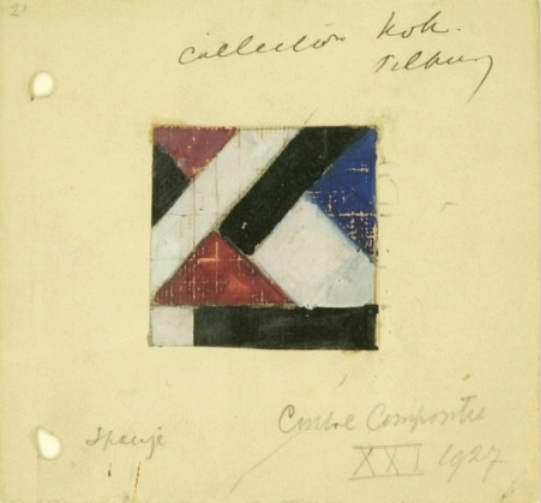
Theo van Doesburg. Studie voor Contra-compositie XXI. 1927. Potlood, Oost-Indische inkt en gouache op papier. 11,5 × 12 cm. Otterlo, Kröller-Müller Museum.

Contra-compositie XXI is gebaseerd op een studie in het boekje Unique Studies for Compositions. Bij deze studie staan de opschriften ‘Contre Compositie XXI 1927’ en ‘Spanje’. In 1927 bracht Van Doesburg een bezoek aan Spanje, waar hij onder meer de stad San Sebastian bezocht, en waar hij ook vier studies voor contra-composities maakte. Contra-compositie XXI is een van de schilderijen die hij naar aanleiding van deze studies maakte. Het is op de achterzijde gesigneerd ‘Théo van Doesburg / Paris 1929’. Het moet voor oktober van dat jaar tot stand zijn gekomen, want op 1 oktober schreef hij zijn vriend Antony Kok: ‘Zoek op de tentoonstelling maar een mooi werk uit, ik denk dat een van de ingelijste je bevallen zal, schrijf me welk je wilt hebben, de twee ingelijste zijn mijn laatste uit 1929’, waarna twee schetsen volgen, een van Simultane compositie XXIV en een van Contra-compositie XXI. De tentoonstelling waarvan Van Doesburg spreekt moet de tentoonstelling Expositions sélectes d'art contemporain zijn geweest, die een dag later opende in het Stedelijk Museum in Amsterdam (zie Tentoonstellingen).
Antony Kok koos uiteindelijk voor Contra-compositie XXI, zo blijkt uit een brief van Van Doesburg, gedateerd 30 januari 1930, waarin hij schreef: ‘Beste vriend! We hebben in veel dank je aangeteekenden reeds heden morgen ontvangen: 2 biljetten van f.25,- à 50 fl. te zamen, hetgeen dus met hetgeen je reeds betaalde totaal fl.80,- maakt. Nogmaal hartelijk dank, want het kwam ons zeer goed te pas. Het verheugt me dat mijn schilderij, een mijner laatste je goed bevalt en ik hoop dat het nog even frisch gebleven is als toen ik het met veel voorzorg wegzond, nl. met een schutdeksel van triplex. Was die er nog voor? Lena had mij gezegd dat je het altijd kon omruilen voor het schilderij dat bij haar een eereplaats heeft en wat je zoo mooi vond [Contra-compositie XVIII]. Ik zelf vond het niet zóó gespannen als hetgeen jij hebt. Dat wat Lena heeft behoort tot een serie van 4, waarvoor ik de studies in Spanje, in 1927 verwerkte’.

## Herkomst
Na Van Doesburgs overlijden gaf Antony Kok het terug aan Van Doesburgs weduwe Nelly van Doesburg. In 1937 werd het in Bazel tentoongesteld als bezit uit de ‘sammlung prof. Müller-widmann, basel’ (zie Tentoonstellingen). Na Müllers dood in 1970 kwam het via vererving terecht in de collectie Petzold-Müller in Bazel, van waaruit het in 1973 verkocht werd aan de Galerie Beyeler, eveneens in Bazel. Deze galerie verkocht het in 1975 aan The Riklis Collection van de Amerikaanse winkelketen McCrory, die het in 1983 onderbracht in het Museum of Modern Art in New York.

## Tentoonstellingen
Contra-compositie XXI maakte deel uit van de volgende tentoonstellingen:
- ESAC. Expositions sélectes d'art contemporain, 2 oktober-eind november 1929, Stedelijk Museum, Amsterdam (als contre-composition simultanées [sic]).
- ESAC. Expositions sélectes d'art contemporain, 10 december 1929-5 januari 1930, Pulchri Studio, Den Haag (als contre-composition simultanées [sic]).
- ‘1940’. Première exposition, 11-30 juni 1931, Galerie de la Renaissance, Parijs (als Contre-composition simultanée).
- Konstruktivisten, 16 januari-14 februari 1937, Kunsthalle, Bazel.
- Theo van Doesburg, 13 december 1968-26 januari 1969, Van Abbemuseum, Eindhoven (als Simultane contra-compositie XXIV).
- Theo van Doesburg, 17 februari-23 maart 1969, Gemeentemuseum Den Haag (als Simultane contra-compositie XXIV).
- Theo van Doesburg 1883-1931, 18 april-1 juni 1969, Kunsthalle Neurenberg, Marientor (als Simultane Kontra-Komposition XXI).
- Konstruktive Kunst, 9 augustus-7 september 1969, Kunsthalle Bazel (als Simultane Kontra-Komposition XXI).
- L'art en Europe autour de 1925, 14 mei-15 september 1970, À l'Ancienne Douane, Straatsburg (als Contre-composition simultanée XXIV).
- Aspekte konstruktiver Kunst. Sammlung McCrory Corporation, New York, 14 januari-27 februari 1977, Kunsthaus, Zürich.
- Paris-New York, 1 juni-19 september 1977, Centre national d'art et de culture Georges Pompidou, Musée national d'art moderne, Parijs.
- Konstruktiv kunst. McCrory samlingen, New York, 21 januari-27 maart 1978, Louisiana Museum, Humblebæk.
- Constructivism in 20th century art, 27 september-31 december 1978, Tel Aviv Museum, Tel Aviv.
- Constructivism and the geometric tradition. Selections from the McCrory Corporation Collection, 14 oktober-25 november 1979, Albright-Knox Art-Gallery, Buffalo.
- Constructivism and the geometric tradition. Selections from the McCrory Corporation Collection, 16 januari-24 februari 1980, Dallas Museum of Fine Arts, Dallas.
- Constructivism and the geometric tradition. Selections from the McCrory Corporation Collection, 14 maart-27 april 1980, San Francisco Museum of Fine Art, San Francisco.
- Constructivism and the geometric tradition. Selections from the McCrory Corporation Collection, 23 mei-8 juli 1980, La Jolla Museum of Contemporary Art, La Jolla.
- Constructivism and the geometric tradition. Selections from the McCrory Corporation Collection, 30 juli-14 september 1980, Seattle Art Museum, Seattle.
- Constructivism and the geometric tradition. Selections from the McCrory Corporation Collection, 30 oktober 1980-4 januari 1981, Museum of Art, Carnegie Institute, Pittsburgh.
- Constructivism and the geometric tradition. Selections from the McCrory Corporation Collection, 23 januari-15 maart 1981, William Rockhill Nelson Gallery and Atkins Museum of Fine Arts, Kansas City.
- Constructivism and the geometric tradition. Selections from the McCrory Corporation Collection, 22 april-1 juni 1981, The Detroit Institute of Arts, Detroit.
- Constructivism and the geometric tradition. Selections from the McCrory Corporation Collection, 14 juli-26 augustus 1981, Milwaukee Art Center, Milwaukee.
- Constructivism and the geometric tradition. Selections from the McCrory Corporation Collection, 13 november-20 december 1981, Denver Art Museum, Denver.
- Contrasts of form. Geometric abstract art 1910-1980. From the collection of The Museum of Modern Art, including the Riklis Collection of McCrory Corporation, 2 oktober 1985-7 januari 1986, The Museum of Modern Art, New York.
- Contrasts of form, 17 april-15 juni 1986, Biblioteca Nacional, Madrid.
- Contrasts of form, 15 juli-25 augustus 1986, Museo Nacional de Bellas Artes, Buenos Aires.
- Contrasts of form, 5 september-19 oktober 1986, Museo de Arte de São Paulo, São Paulo.
- Contrasts of form, 11 november 1986-4 januari 1987, Museo de Arte Contemporaneo, Caracas.
- Années 30 en Europe. Le temps menaçant 1929-1939, 20 februari-25 mei 1997, Musée d'Art Moderne de la Ville de Paris, Parijs.
- Van Doesburg and the International Avant-Garde, 20 oktober 2009-3 januari 2010, Stedelijk Museum De Lakenhal, Leiden (als Simultaneous Counter-Composition).
- Van Doesburg and the International Avant-Garde, 4 februari-16 mei 2010, Tate Modern, Londen (idem).